# Arme Lampil
Arme Lampil is een stripreeks, bedacht door Raoul Cauvin en Willy Lambillotte, die voor het eerst in 1973 verscheen in het weekblad Robbedoes in het kader van een Carte blanche. Het succes van de andere reeks van beide auteurs, De Blauwbloezen, zorgde ervoor dat Arme Lampil wegens tijdsgebrek in 1995 werd stopgezet.

## Achtergrond
De strips gaan over tekenaar Lampil, karikatuur van Willy Lambilotte, en geeft op grappige wijze diens leven en carrière weer. Van ruzie met zijn uitgever en scenarist, hoge cholesterol, slechte verkoopcijfers tot familiale problemen, Lampil maakt ongeveer alles mee wat mis kan gaan in iemands carrière. Hij krijgt weinig erkenning voor zijn werk en heeft permanent het gevoel dat de wereld hem niet begrijpt. Hij is hypochonder, maakt voortdurend ruzie met zijn slager, apotheker, scenarist en als het even kan ook zijn vrouw.

## Personages
- Lampil
- Cauvin
- Lampil's echtgenote
- De slager
- Cauvin's echtgenote
- Charles Dupuis
- De apotheker

## Albums
Alle albums zijn geschreven door Raoul Cauvin, getekend door Willy Lambillotte en uitgegeven door Dupuis.
1. Arme Lampil 1
2. Arme Lampil 2
3. Arme Lampil 3
4. Arme Lampil 4
5. Arme Lampil 5
6. Arme Lampil 6
7. Arme Lampil 7